# Эпоха звёзд
Эпо́ха звёзд, звёздная эпо́ха, эпоха звездообразова́ния — нынешняя эпоха вселенной, заключающаяся в наличии межзвёздного газа в галактиках, благодаря которому образуются звёзды.
Эпоха звёзд началась после появления первых звёзд примерно через 155 миллионов лет после Большого взрыва. С тех пор звезды образовались в результате коллапса молекулярных облаков газообразного водорода. Сначала происходит образование протозвезд, постепенно разогревающихся и уплотняющихся за счет гравитационного сжатия и аккреции. Если масса протозвезды превышает критическую массу, то при дальнейшем сжатии, ее ядро может стать достаточно горячим, чтобы запустить процесс термоядерного горения водорода (протон-протонный цикл) и начнется жизнь новой звезды.
Конец эпохи звёзд наступит когда весь межзвёздный газ в галактиках закончится, из-за этого новые звёзды больше не смогут рождаться и будут лишь умирать. Это должно произойти примерно через 1014 (100 триллионов) лет, после чего начнётся эпоха вырождения. Самыми последними после эпохи звёзд закончат свой жизненный цикл красные карлики ввиду их чрезвычайно длинного жизненного цикла в размере нескольких триллионов лет, после чего из звёздных объектов останутся только коричневые и чёрные карлики.

## Будущие события эпохи звёзд
| Лет вперёд       | Событие |
| ---------------- | --- |
| 500 млн — 2 млрд | Жизнь на Земле станет невозможной из-за расширения Солнца.                                                  |
| 4,5 млрд         | Млечный Путь полностью сольётся с галактикой Андромеды.                                                     |
| 5,4 млрд         | Солнце войдёт в фазу красного гиганта, поглотив Меркурий, Венеру и, возможно, Землю.                        |
| 7,6 млрд         | Солнце станет белым карликом, сбросив внешнюю оболочку, из которой будет образована планетарная туманность. |
| 100 трлн         | Эпоха звёзд закончится, начнётся эпоха вырождения.                                                          |